# Пронин, Евгений Владимирович
Евгений Пронин (род. 29 августа 1975, Таганрог) — российский врач и рок-музыкант, композитор. Основатель симфо-рок группы «ESSE». Автор фэнтези рок-оперы и рок-симфонии «Дорога без возврата». Автор сценария и режиссер сценической постановки рок-оперы и фильма-мюзикла по мотивам саги А. Сапковского «Ведьмак».

## Биография
Евгений родился в Таганроге (Ростовская область, РСФСР). Окончил с отличием Таганрогский медицинский колледж в (1993) и Ростовский Государственный медицинский университет в (2000) году. Медицинская специальность: врач — мануальный терапевт, врач-радиолог.
Начальное музыкальное образование получил в Таганрогской музыкальной школе № 3 по классу фортепиано.
В 1992 году Евгений основал в Таганроге рок-группу Satanʹs Death игравшую в стиле death-metal. Группа просуществовала до 1997 года, и в этот период времени выступала на концертных площадках Таганрога и городских рок-фестивалях. С 1994 года Евгений живёт в Ростове-на-Дону, и с 1996 по 2012 годы работал над музыкой, текстом и сценарем, к рок-опере «Дорога без возврата» по мотивам саги А. Сапковского «Ведьмак». В 2006 году Евгений Пронин создал симфо-рок группу «ESSE», которая и реализовала этот проект.. В 2010—2012 годах Евгений в собственной студии провёл запись рок-оперы и саундтрека к фильму-мюзиклу и сценической видеоверсии «Дороги без возврата». В это же время записаны аудиоматериалы для рок-симфонии «Дорога без возврата»
В 2009 году Евгений Пронин в сотрудничестве с режиссёром РоАМТ Сергеем Гуревниным представил сценическую постановку рок-оперы «Дорога без возврата» на сцене Ростовского ОДНТ.
В 2010 году Евгений написал сценарий фильма-мюзикла на основе сценической постановки рок-оперы «Дорога без возврата», и с 2010 по 2012 годы снял одноимённый фильм в качестве режиссёра, а также осуществил его видеомонтаж. Фильм опубликован российским тематическим журналом «Мир фантастики» на DVD-дисках и официальном сайте журнала; ведущими тематическими фэнтези- и музыкальными интернет-порталами и официальным сайтом группы «ESSE» в 2010—2012 годах.
Параллельно с музыкой Евгений занимается медицинской практикой (с 1990 года по настоящее время) по специальностям мануальная терапия, лечебный массаж.